# 夸雷尼亚切雷托

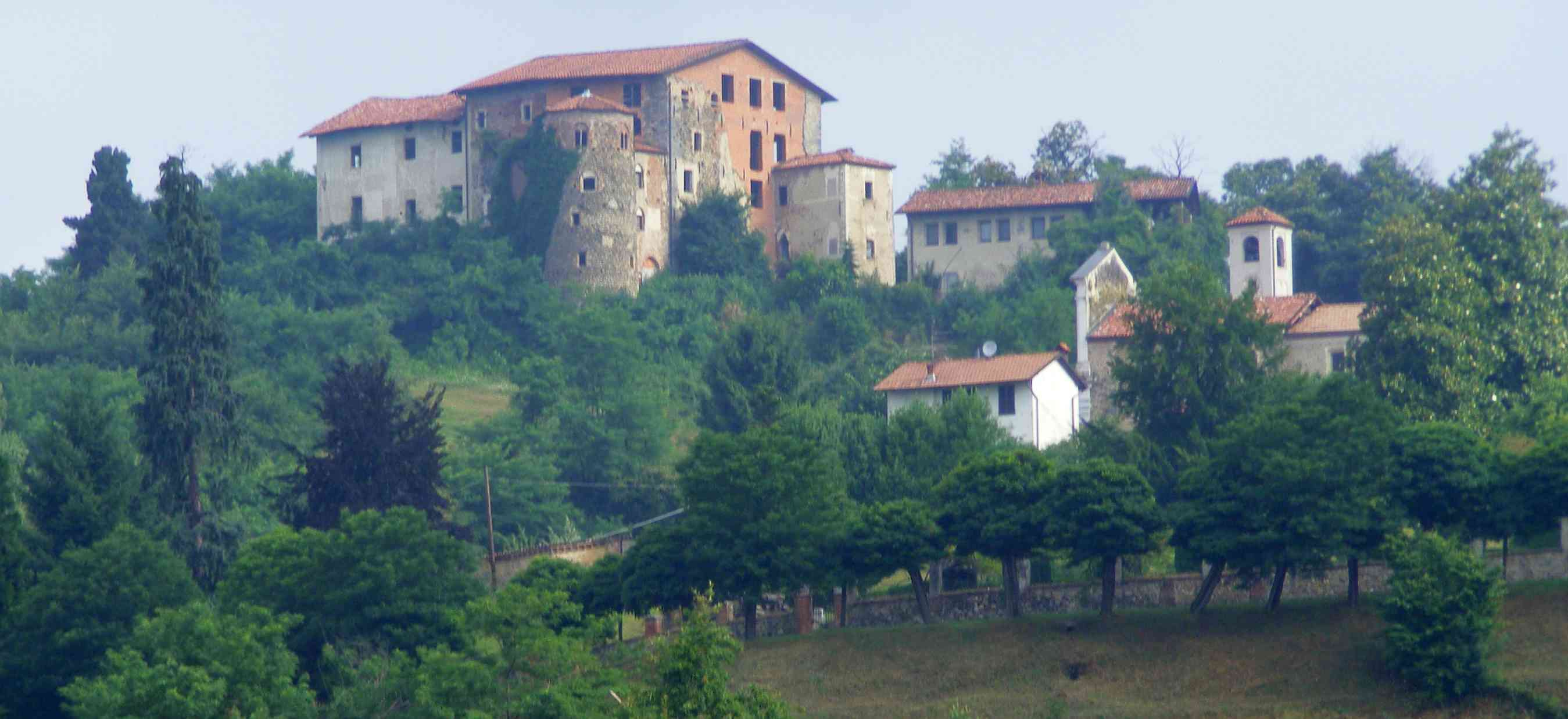
切雷托堡

夸雷尼亚切雷托（義大利語：Quaregna Cerreto）是意大利皮埃蒙特大区比耶拉省的市镇。面积为8.41平方公里，人口数量为2,045人（2017年）。

## 历史
本市镇是在2019年1月1日由夸雷尼亚和切雷托堡两个市镇合并而成的。